# 백조자리 OB2
백조자리 OB2는 무겁고 밝은 항성들로 구성된 OB 성협이다. 이 성협을 이루는 항성들은 무겁고 매우 밝다. 예로 대표적인 밝은 청색변광성 백조자리 OB2#12, 물리적 부피에 있어 최상위권인 백조자리 NML 등이 이 성협의 일원이다. 백조자리 X 영역은 별들이 태어나는 장소인데 이들은 전파로 관측할 때 아주 밝게 빛나며, 백조자리 OB2는 여기에 속해 있다. 지구로부터 백조자리 방향으로 약 4,700 광년 떨어져 있다.
백조자리 OB2는 성단 중에서도 규모가 최상위권이며, 북반부 하늘에서는 가장 거대하다. 과거 여러 논문에서는 OB2를 대마젤란 은하에 있는 성단들과 함께 '젊은 구상성단'으로 분류했다. 그러나 최근 연구에 따르면 OB2는 구상성단처럼 별들이 빽빽하게 뭉쳐 있지는 않고 듬성듬성 퍼져 있다.
전체 질량은 오리온 성운의 10배는 되나, 오리온 성운이 눈에 잘 보이는 것과는 달리 백조자리 OB2는 백조자리 틈으로 불리는 거대한 먼지구름 안에 숨어 있어 별빛 대부분이 차단된다. 따라서 성단의 정확한 물리적 수치를 측정하기 어렵다. 성단 내 O형 항성의 수는 50개에서 100개에 이르며, 성단 전체 질량은 태양 4만 ~ 10만 개와 같다. 질량을 태양 3만 개로 추정한 논문도 있다.
엑스선부터 전파 영역에 걸쳐 연구한 결과 이 성단 내부에서는 항성 및 행성이 대규모로 태어나고 있음이 밝혀졌고 그 과정을 상세히 알게 되었다. 여기에는 찬드라 엑스선 관측선, 스피처 우주 망원경, 허셜우주망원경, 카나리아 대망원경 등 관측도구가 사용되었다.
| 항성                | 슐츠수 | 분광형                     | 복사등급      | 질량 (단위:M☉) |
| ------------------- | ------ | -------------------------- | ------------- | -------------- |
| 59                  | #1     | O8.5V                      | −9.3          | 44             |
| 83                  | #2     | B1I                        | −7.4          | 18             |
|                     | #3     | O6IV + O9III               |               | >17 + >8       |
| 217                 | #4     | O7III((f))                 | −9.6          | 52             |
| V729                | #5     | O7Ianfp + Ofpe/WN9 (+BoV:) | −10.6 / −10.5 | 31 + 9         |
| 317                 | #6     | O8V                        | −9.2          | 42             |
| 457                 | #7     | O3If                       | −10.8         | 114            |
| 465                 | #8A    | O6If + O5.5III(f)          | −9.8/−9.4     | 44 + 37        |
| 462                 | #8B    | O6.5III(f)                 | −10.4         | 80             |
| 483                 | #8C    | O5If                       | −10.1         | 71             |
| 473                 | #8D    | O8.5V + O9V: (+ A2V?)      | −8.4          | 19+19+?        |
| 431                 | #9     | O5-5.5I + O3-4III          | ~−10/~−10     | >34 + >30      |
| 457                 | #10    | O9.5I                      | −10.4         | 75             |
| 734                 | #11    | O5If                       | −10.0         | 58             |
| 304                 | #12    | B3-4Ia+                    | −10.95        | 110            |
| 556                 | #18    | B1Ib                       | −9.0          | 33             |
| 417                 | #22    | O3If + O6V(f)              | ~−10.4        |                |
| 516 (쌍성으로 추측) |        | O5.5V((f))                 | −11.1         | 100            |
| 771                 |        | O7V                        | −10.6         | 90             |